# Средневековая Ингушетия (книга)
Средневековая Ингушетия — последний труд советского историка и археолога Е. И. Крупнова, опубликованный в 1971 году. Является расширенной частью его первого обобщающего труда «История Ингушетии с древнейших времён до XVIII века». Некоторые исследователи называют данный труд фундаментальным, так как имеет особую значимость в ингушской историографии и в целом в кавказоведении.

## История создания
Научные интересы Е. И. Крупнова определились в конце 1920-х годов, когда он начал участвовать в историко-этнографических экспедициях Ингушского научно-исследовательского института под руководством известного кавказоведа профессора Л. П. Семёнова. В этот период он был студентом историко-археологического отделения этнологического факультета Московского государственного университета, после окончания которого продолжил свою научную деятельность в Ингушетии и в других регионах Северного Кавказа.
С 1935 года Крупнов сам возглавлял археологические экспедиции. Он углублённо исследовал археологию, древнюю и средневековую историю и материальную культуру Ингушетии. Он исходил пешком большую часть края, открывая совершенно новые археологические объекты, изучая башенную и склеповую архитектуру, никогда не оставлял в стороне и фольклорно-этнографические материалы. И главное — вовлекал в процесс поисков всё новых и новых людей из числа своих учеников, представителей местной интеллигенции. Он исследовал в Ингушетии значительную группу памятников материальной культуры, начиная с предскифского времени до позднего средневековья. Эти памятники получили детальное освещение в большой серии работ Е. И. Крупнова и легли в основу его монографии «История Ингушетии с древнейших времён до XVIII в.». Исследование, защищенное им в 1941 году в качестве кандидатской диссертации, представляет собой первую в науке сводную работу по истории ингушей.
Поскольку средневековая история и культура вайнахов были почти не изучены, именно этому историческому отрезку времени Е. И. Крупнов посвятил свою монографию «Средневековая Ингушетия», расценивая её всего лишь как первую попытку «дать посильное освещение этнической, социально-экономической истории и культуры части этого этнического массива». Несмотря на скромную оценку своих трудов, Е. И. Крупнову удалось сделать многое из им задуманного. Ряд изысканий получил отражение не только в указанной монографии, но и в более раннем фундаментальном труде «Древняя история Северного Кавказа», за который автор был удостоен Ленинской премии.
Сам Е. И. Крупнов в предисловии к книге писал:

«Публикацией этой работы я выполняю, правда, с большим опозданием, свой долг перед кавказоведением и, в первую очередь, перед ингушским народом».